# Andrew Sudduth
Andrew Sudduth, född den 21 november 1961 i Baltimore, Maryland, död 15 juli 2006 i Marion, Massachusetts, var en amerikansk roddare.
Han tog OS-silver i åtta med styrman i samband med de olympiska roddtävlingarna 1984 i Los Angeles.